# Abdelkader el-Mouaziz
Abdelkader El Mouaziz (né le 1er janvier 1969 à Settat) est un athlète marocain, spécialiste des courses de fond, et notamment du marathon.
Il s'impose à deux reprises lors du Marathon de Londres, en 1999 et 2001, et remporte par ailleurs le Marathon de New-York en 2000, dans le temps de 2 h 10 min 9 s.
Il participe à deux éditions des Jeux olympiques, se classant 43e en 1996 à Atlanta et 7e en 2000 à Sydney. Il termine sixième des championnats du monde d'athlétisme 2001, à Edmonton.
Son record personnel sur marathon est de 2 h 6 min 46 s, établi le 13 octobre 2002 à Chicago.
Dans les années 2010, il participe à plusieurs reprises au Marathon des Sables.

## Résultats
| no | masculin          | Course              | Longueur | Départ        | Temps            |
| -- | ----------------- | ------------------- | -------- | ------------- | ---------------- |
| 2e | Médaille d'argent | Marathon des Sables | 249 km   | 5 avril 2015  | 20 h 35 min 23 s |
| 2e | Médaille d'argent | Marathon des Sables | 257 km   | 10 avril 2016 | 21 h 05 min 38 s |